# ФК «Крылья Советов» Куйбышев в сезоне 1964
Сезон 1964 — 20-й сезон «Крыльев Советов» в чемпионате СССР. По итогам чемпионата команда заняла 10-е место. В розыгрыше кубка СССР команда второй раз в своей истории дошла до финала.

## Чемпионат СССР

### Турнирная таблица
| Место | Команда                   | И  | В  | Н  | П  | Мячи  | О  |
| ----- | ------------------------- | -- | -- | -- | -- | ----- | -- |
| 8     | Спартак (Москва)          | 32 | 12 | 8  | 12 | 34-32 | 32 |
| 9     | Динамо (Минск)            | 32 | 7  | 17 | 8  | 24-21 | 31 |
| 10    | Крылья Советов (Куйбышев) | 32 | 7  | 14 | 11 | 24-35 | 28 |
| 11    | Зенит (Ленинград)         | 32 | 9  | 9  | 14 | 30-35 | 27 |
| 12    | Нефтяник (Баку)           | 32 | 8  | 11 | 13 | 25-30 | 27 |

### Результаты матчей
| 1964-03-28 1 тур | Динамо (Киев) | 0:0 | Крылья Советов (Куйбышев) |  |

| 1964-04-01 2 тур | Молдова (Кишинёв) | 1:0 | Крылья Советов (Куйбышев) |  |

| 1964-04-11 4 тур | СКА (Ростов-на-Дону) | 2:0 | Крылья Советов (Куйбышев) |  |

| 1964-04-15 5 тур | Динамо (Тбилиси) | 1:1 | Крылья Советов (Куйбышев) |  |

| 1964-04-20 6 тур | Крылья Советов (Куйбышев) | 0:0 | Торпедо (Кутаиси) |  |

| 1964-04-27 7 тур | Крылья Советов (Куйбышев) | 0:0 | ЦСКА (Москва) |  |

| 1964-05-02 8 тур | Крылья Советов (Куйбышев) | 1:0 | Спартак (Москва) |  |

| 1964-05-10 9 тур | Нефтяник (Баку) | 0:0 | Крылья Советов (Куйбышев) |  |

| 1964-05-17 10 тур | Крылья Советов (Куйбышев) | 2:1 | Зенит (Ленинград) |  |

| 1964-05-21 11 тур | Крылья Советов (Куйбышев) | 0:2 | Кайрат (Алма-Ата) |  |

| 1964-06-15 13 тур | Шахтер (Донецк) | 3:0 | Крылья Советов (Куйбышев) |  |

| 1964-06-27 17 тур | Крылья Советов (Куйбышев) | 0:0 | Динамо (Минск) |  |

| 1964-07-02 12 тур | Шинник (Ярославль) | 0:1 | Крылья Советов (Куйбышев) |  |

| 1964-07-10 14 тур | Крылья Советов (Куйбышев) | 0:4 | Торпедо (Москва) |  |

| 1964-07-16 15 тур | Динамо (Москва) | 1:0 | Крылья Советов (Куйбышев) |  |

| 1964-07-20 16 тур | Волга (Горький) | 1:1 | Крылья Советов (Куйбышев) |  |

| 1964-08-06 34 тур | Динамо (Минск) | 0:0 | Крылья Советов (Куйбышев) |  |

| 1964-08-10 27 тур | Зенит (Ленинград) | 4:1 | Крылья Советов (Куйбышев) |  |

| 1964-08-14 19 тур | Крылья Советов (Куйбышев) | 3:1 | Молдова (Кишинёв) |  |

| 1964-08-22 21 тур | Крылья Советов (Куйбышев) | 0:1 | СКА (Ростов-на-Дону) |  |

| 1964-08-26 29 тур | Крылья Советов (Куйбышев) | 1:0 | Шинник (Ярославль) |  |

| 1964-09-03 22 тур | Крылья Советов (Куйбышев) | 3:3 | Динамо (Тбилиси) |  |

| 1964-09-12 24 тур | ЦСКА (Москва) | 4:2 | Крылья Советов (Куйбышев) |  |

| 1964-09-16 25 тур | Спартак (Москва) | 2:1 | Крылья Советов (Куйбышев) |  |

| 1964-09-21 26 тур | Крылья Советов (Куйбышев) | 0:0 | Нефтяник (Баку) |  |

| 1964-10-02 28 тур | Кайрат (Алма-Ата) | 0:1 | Крылья Советов (Куйбышев) |  |

| 1964-10-06 23 тур | Торпедо (Кутаиси) | 0:0 | Крылья Советов (Куйбышев) |  |

| 1964-10-10 33 тур | Крылья Советов (Куйбышев) | 1:1   | Волга (Горький) |  |
|                   |                           | отчёт |                 |  |

| 1964-10-15 30 тур | Крылья Советов (Куйбышев) | 0:0 | Шахтер (Донецк) |  |

| 1964-10-20 18 тур | Крылья Советов (Куйбышев) | 1:1 | Динамо (Киев) |  |

| 1964-10-25 31 тур | Торпедо (Москва) | 2:0 | Крылья Советов (Куйбышев) |  |

| 1964-10-30 32 тур | Крылья Советов (Куйбышев) | 4:0 | Динамо (Москва) |  |

## Кубок СССР

### Результаты матчей
| 1964-06-04 1/16 финала | Заря (Луганск) | 1:2 | Крылья Советов (Куйбышев) |  |

| 1964-06-11 1/8 финала | Шахтер (Донецк) | 1:2 | Крылья Советов (Куйбышев) |  |

| 1964-06-21 1/4 финала | Крылья Советов (Куйбышев) | 1:0 | СКА (Львов) |  |

| 1964-09-07 1/2 финала | Динамо (Москва)                | 2:3 | Крылья Советов (Куйбышев)   | Москва                                                                   |
| | Маслов 23′ · Мудрик 79′ (пен.) |     | Кикин 42′, 46′ · Осянин 49′ | Стадион: ЦС им. В. И. Ленина Зрителей: 42000 Судья: П. Белов (Ленинград) |
| Динамо (Москва): Яшин, Кесарев, Аничкин, Глотов, Маслов, Мудрик (к), Численко, Авруцкий, Вшивцев, Короленков (Бобков, 57'), Фадеев Старший тренер: Александр Пономарёв Крылья Советов (Куйбышев): Соколов, Майоров, Сарычев, Капсин, Гецко, Гришин, Кох, Осянин, Жуков, Фёдоров (к), (Ревебцов, 66'), Кикин Старший тренер: Виктор Карпов |                                |     |                             |                                                                          |

| 1964-09-27 Финал | Динамо (Киев) | 1:0 | Крылья Советов (Куйбышев) | Москва                                                                                  |
| | Каневский 17′ |     |                           | Стадион: Центральный стадион им. В. И. Ленина Зрителей: 90000 Судья: Т. Бахрамов (Баку) |
| Динамо (Киев): Банников, Щегольков, Соснихин, Турянчик, Островский, Сабо, Медвидь, Базилевич, Каневский (к), Биба, Серебряников Старший тренер: Виктор Маслов Крылья Советов (Куйбышев): Соколов, Майоров, Сарычев, Капсин, Вальков, Гришин, Осянин, Фёдоров, Кох (Абдульманов 68'), Жуков, Кикин Старший тренер: Виктор Карпов |               |     |                           |                                                                                         |

## Товарищеские матчи

### Результаты матчей
| июль 1964 | РСФСР | 1:1   | Крылья Советов (Куйбышев) |  |
|           |       | отчёт |                           |  |